# Солен (Північна Дакота)
Солен (англ. Solen) — місто (англ. city) в США, в окрузі Сіу штату Північна Дакота. Населення — 70 осіб (2020).

## Географія
Солен розташований за координатами 46°23′16″ пн. ш. 100°47′44″ зх. д. / 46.38778° пн. ш. 100.79556° зх. д. (46.387726, -100.795682).  За даними Бюро перепису населення США в 2010 році місто мало площу 0,79 км², уся площа — суходіл. В 2017 році площа становила 0,87 км², уся площа — суходіл.

## Демографія
Згідно з переписом 2010 року, у місті мешкали 83 особи в 33 домогосподарствах у складі 21 родини. Густота населення становила 105 осіб/км².  Було 44 помешкання (56/км²).
Расовий склад населення:
| - 51,8 % — корінних американців - 36,1 % — білих |

До двох чи більше рас належало 12,0 %. Частка іспаномовних становила 0,0 % від усіх жителів.
За віковим діапазоном населення розподілялося таким чином: 18,1 % — особи молодші 18 років, 67,4 % — особи у віці 18—64 років, 14,5 % — особи у віці 65 років та старші. Медіана віку мешканця становила 44,3 року. На 100 осіб жіночої статі у місті припадало 107,5 чоловіків;  на 100 жінок у віці від 18 років та старших — 94,3 чоловіків також старших 18 років.
За межею бідності перебувало 26,7 % осіб, у тому числі 8,3 % дітей у віці до 18 років та 30,0 % осіб у віці 65 років та старших.
Цивільне працевлаштоване населення становило 27 осіб. Основні галузі зайнятості: мистецтво, розваги та відпочинок — 37,0 %, освіта, охорона здоров'я та соціальна допомога — 29,6 %, сільське господарство, лісництво, риболовля — 14,8 %, оптова торгівля — 7,4 %.